# Spilogona tranguligera
Spilogona tranguligera är en tvåvingeart som först beskrevs av Zetterstedt 1838.  Spilogona tranguligera ingår i släktet Spilogona och familjen husflugor. Inga underarter finns listade i Catalogue of Life.